# 倫敦酒店

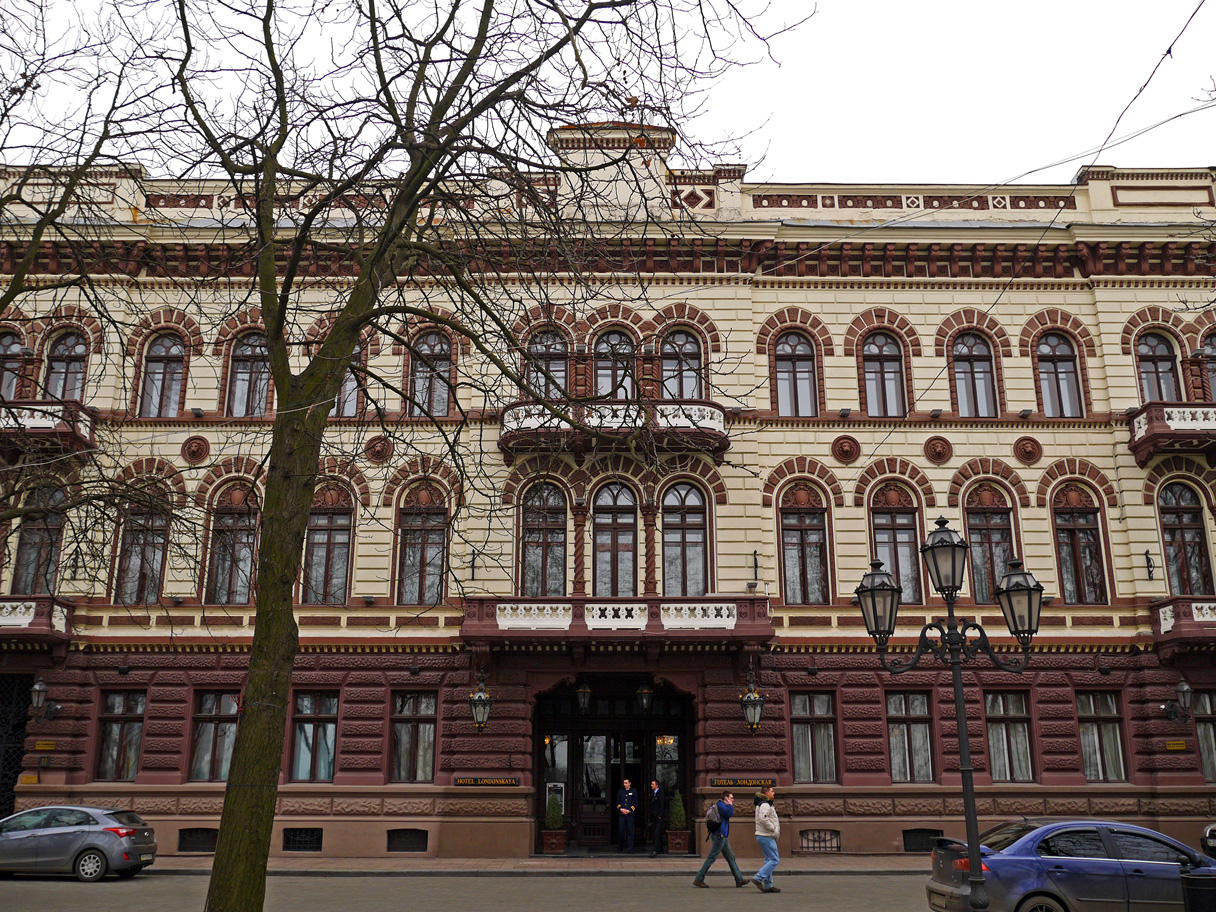

倫敦酒店（Londonskaya Hotel）是烏克蘭城市敖德薩的一座四星級酒店，位於敖德薩市中心。

## 历史
其歷史開始於19世紀。倫敦酒店和附近的布里斯托酒店屬於同一家公司。倫敦酒店最初的建築修建於1826年至1828年，當時是一座私人住宅。1846年，酒店正式開始。1899年至1900年，酒店進行了大規模改造，並在1988年進行了翻新。

## 外部連結
- Official website （页面存档备份，存于）